# كارستن بيرك
كارستن بيرك (بالألمانية: Carsten Birk)‏ هو لاعب كرة قدم ألماني []، ولد في 1 أكتوبر 1977 في فولكلينغن في ألمانيا. لعب مع نادي كارلسروه.

## وصلات خارجية
- كارستن بيرك على موقع قاعدة بيانات كرة القدم.إي يو (الإنجليزية)
- كارستن بيرك على موقع بيانات كرة القدم. دي إي (الألمانية)
- كارستن بيرك على موقع عالم كرة القدم.نت (الإنجليزية)